# 숄로이츠퀸틀

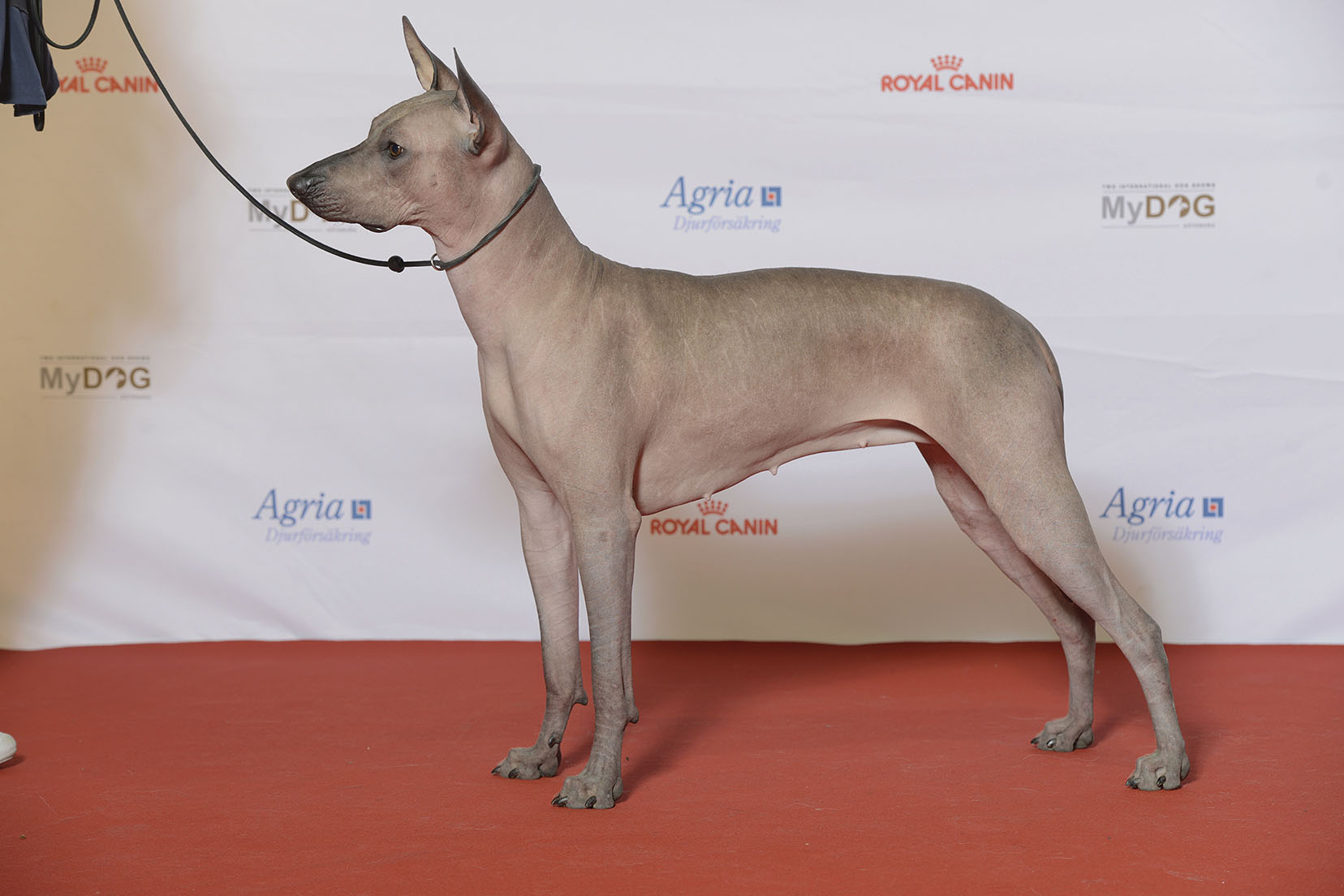

숄로이츠퀸틀(Xoloitzcuintle 또는 Xoloitzquintle, Xoloitzcuintli 또는 Xolo)은 털이 없는 여러 품종 중 하나이다. 표준, 중간 및 소형 크기로 제공된다. Xolo는 또한 모피로 완전히 덮인 코팅된 다양한 제품으로 제공된다. 털이 없는 개체와 털이 없는 개체는 동일한 유전자 조합으로 인해 같은 새끼에서 태어날 수 있다. 털이 없는 변종은 털이 없는 멕시코 개(Perro pelón mexicano)로 알려져 있다. 원시적인 성격과 함께 주름과 치아의 기형이 특징이다. 이름이 유래된 나와틀어에서는 xōlōitzcuintli [ʃoːloːit͡sˈkʷint͡ɬi](단수) 및 xōlōitzcuintin [ʃoːloːit͡sˈkʷintin](복수)이다. 이름은 고대 설화에 따르면 창조자인 숄로틀신과 나와틀어로 '개'를 의미하는 itzcuīntli [it͡sˈkʷiːnt͡ɬi]에서 유래되었다.

## 같이 보기
- 차이니스 크레스티드